# 黄渠駅
黄渠駅（こうきょえき）は中華人民共和国北京市朝陽区に位置する北京地下鉄6号線の駅である。2012年12月30日に開業した。

## 歴史
- 2012年12月30日 - 開業。

## 駅構造

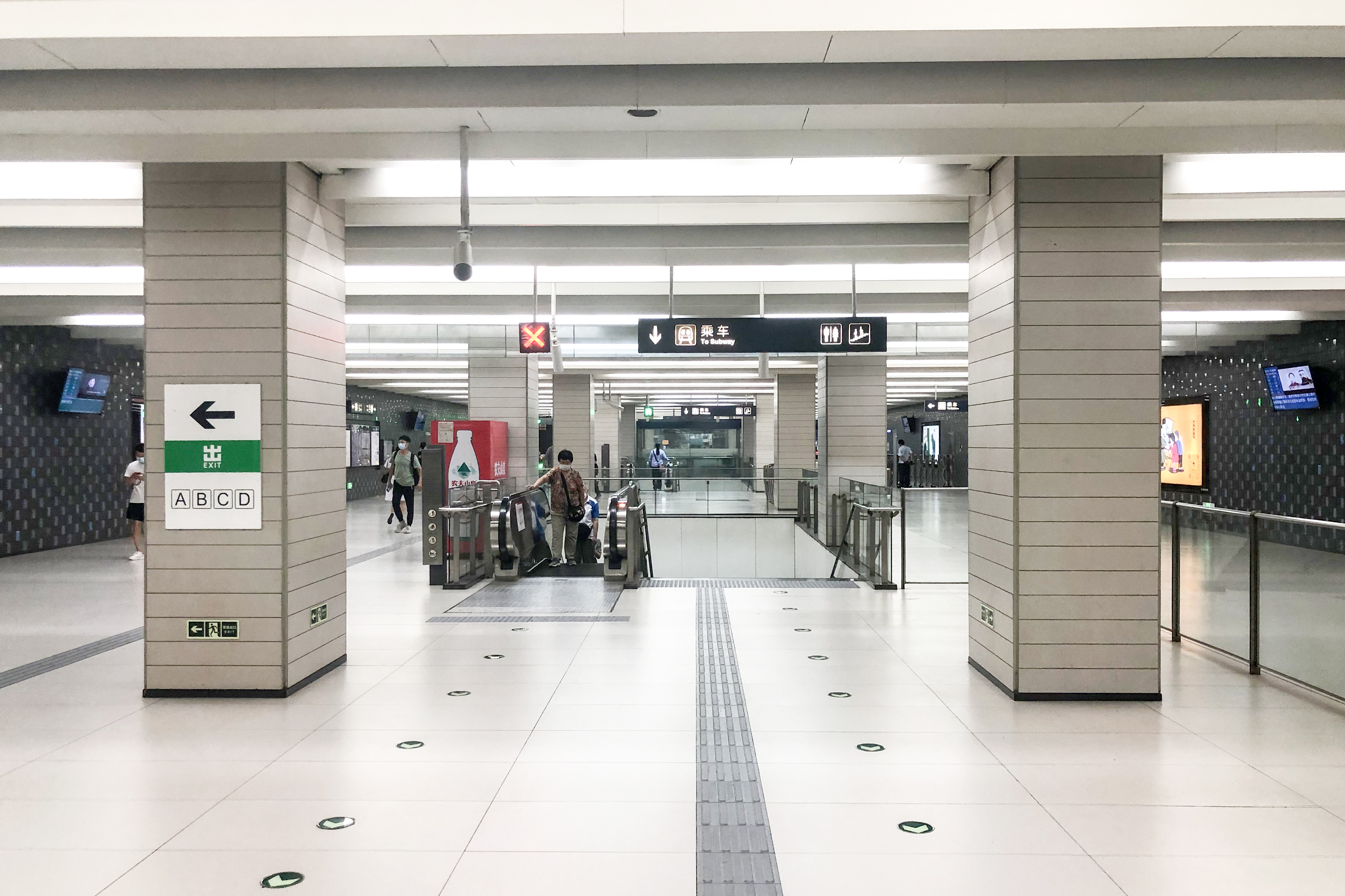
コンコース

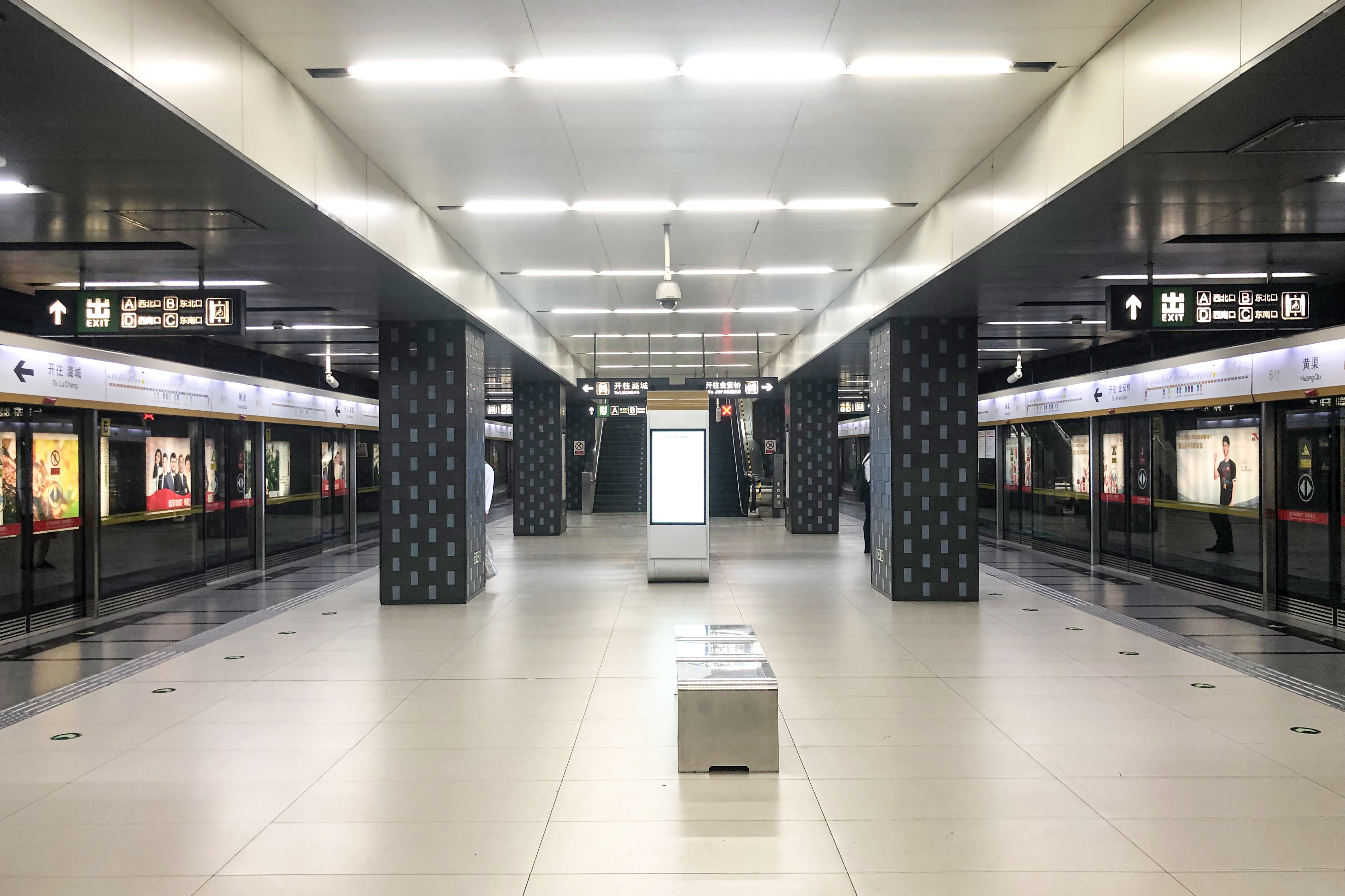
ホーム

島式ホーム1面2線の地下駅。

## 隣の駅
北京地下鉄
■6号線
褡褳坡駅 - 黄渠駅 - 常営駅